# Валтер Кемповски
Валтер Кемповски (на немски: Walter Kempowski) е германски писател, известен преди всичко с автобиографичните си романи от поредицата „Немски хроники“, а също с проекта си „Ехолот“, в който чрез колажи от дневници, писма и други свидетелства от всекидневието създава картина на своето време.

## Биография и творчество
Валтер Кемповски е роден през 1929 г. в Росток. Баща му е собственик на корабоплавателна компания, а майка му е дъщеря на търговец от Хамбург. През 1935 г. момчето започва основното си образование и през 1939 г. влиза в местната гимназия.
Като младеж Кемповски покрай по-големия си брат развива вкус към американския джаз и суинг-музиката. Става член на задължителната Хитлерова младеж, но поради „нездравите“ си интереси е пратен в наказателно подделение на организацията.
В началото на 1945 г. Кемповски е мобилизиран като помощник в зенитната артилерия на Луфтвафе и служи в специална част с куриерски функции. Бащата на Кемповски още в началото постъпва на военна служба като доброволец и загива в битка през 1945 г.
След края на войната Кемповски работи за американските окупационни власти във Висбаден. При едно посещение при майка си в Росток през март 1948 г. е заловен от съветската служба за сигурност НКВД. Заедно с брат си е осъден от съветски трибунал на 25 години трудов лагер като американски шпионин. Майка им е осъдена на 10 години принудителен труд поради „недоносителство за агенти на чужди тайни служби“.
Валтер Кемповски изтърпява наказанието си в тогавашния затвор в Бауцен. През 1953 г. за няколко седмици е държан в единочка поради подозрението, че е основал християнско подмолно движение. През 1954 г. става ръководител на затворническия хор.
Преживяванията в Бауцен Кемповски пресъздава в първата си книга „В блока. Затворнически записки“. („Im Block, ein Haftbericht“) (1969)
През март 1956 г. Валтер Кемповски е освободен предсрочно след осем години, прекарани в затвора. Първоначално заминава за Хамбург при майка си, която е освободена още през 1954 г. Там започва да си води редовно дневник. През 1957 г. полага матура в Гьотинген и записва да следва педагогика. След 1960 г. работи като основен учител в различни градчета.
През 2005 г. Кемповски завършва огромната си творба „Ехолот“ („Das Echolot“), колекция от колажи и текстове за многобройни хора, живели в условията на войната. В сборника са включени хиляди лични документи, писма, изрезки от вестници и непубликувани автобиографии, събирани от автора в продължение на повече от двадесет години.
Създал си литературна слава, Валтер Кемповски умира на 78-годишна възраст от рак на дебелото черво.

## Награди и отличия
- 1971: „Награда Лесинг на град Хамбург“ (стипендия)
- 1972: „Награда Вилхелм Раабе“
- 1972: „Награда Андреас Грифиус“
- 1976: Karl-Sczuka-Preis des SWR für Beethovens Fünfte
- 1978: Niedersächsischer Staatspreis|Niedersachsenpreis der Kategorie Publizistik
- 1980: Bambi (Auszeichnung)
- 1980: Jakob-Kaiser-Preis
- 1981: Hörspielpreis der Kriegsblinden
- 1982: Fritz-Reuter-Medaille der Landsmannschaft Mecklenburg
- 1984: Mecklenburger Kulturpreis der Landsmannschaft Mecklenburg
- 1994: „Литературна награда на Фондация „Конрад Аденауер““ für „Das Echolot“
- 1994: Ehrenbürger der Hansestadt Rostock
- 1995: „Награда Уве Йонзон“ für „Das Echolot“
- 1996: „Федерален орден за заслуги“
- 2000: „Награда Хаймито фон Додерер“
- 2002: Ehrendoktorwürde der Universität Rostock
- 2002: „Награда Дедалус“ за разказ
- 2002: „Награда Николас Борн“ на провинция Долна Саксония
- 2003: Honorarprofessur für Neuere Literatur- und Kulturgeschichte der Universität Rostock
- 2003: „Награда Херман Зинсхаймер“
- 2004: Großes Verdienstkreuz des Niedersächsischen Verdienstordens
- 2004: Doctor of Humane Letters Degree, Ehrendoktorwürde des Juniata College in Huntington (Pennsylvania, USA)
- 2004: Mercator-Professur an der Universität Duisburg-Essen
- 2005: „Награда Томас Ман“ на град Любек
- 2005: „Награда Ханс Ерих Носак“
- 2005: „Награда Корине“ на баварския президент
- 2005: Ehrenpreis des Bayerischen Ministerpräsidenten
- 2006: „Награда Хофман фон Фалерслебен“
- 2006: Kulturpreis des Landes Mecklenburg-Vorpommern
- 2006: Verleihung des Großen Bundesverdienstkreuzes mit Stern
- 2007: Ehrenmitglied der Freien Akademie der Künste in Hamburg

## Признание
- През 2009 г. по повод 80-годишнината на писателя част от пристанището на град Росток е наречено Кемповски бряг и е открит негов паметник.
- В Хамбург на всеки две години се присъжда литературната награда „Валтер Кемповски“.
- Астероид (11789 Кемповски) е наречен на писателя.